# 田长松
田长松，中华人民共和国政治人物、外交官。
1986年，接替牟屏，担任中华人民共和国驻莱索托大使。1990年，由乐俊清接任。